# Проституция на Нидерландских Антильских островах
Проституция в голландских странах Карибского бассейна (Аруба, Бонайре, Кюрасао, Саба, Синт-Эстатиус и Синт-Мартен) легальна и регулируема. Сообщается, что иностранки занимаются проституцией на всех островах. Бонайре, Синт-Эстатиус и Кюрасао являются направлениями секс-туризма.
На каждый из островов Бонайре, Кюрасао и Синт-Мартен приходится хотя бы один одобренный государством бордель.
Кюрасао, Аруба и Синт-Мартен являются островами назначения для женщин, которых продают в секс-индустрии из Перу, Бразилии, Колумбии, Доминиканской Республики и Гаити. В 2011 году группа торговцев людьми была распущена после того, как ее участники вывозили женщин для сексуальной эксплуатации из Колумбии в Арубу, Кюрасао, Синт-Мартен и Бонайре.

## Аруба
Проституция на Арубе начала распространяться, когда в 1920-х годах на острове открылись нефтеперерабатывающие заводы. Многие проститутки мигрировали на остров, чтобы обслуживать нефтяников и моряков с нефтяных танков. В 1928 году правительство создало регулируемую зону проституции (квартал красных фонарей) в нефтеперерабатывающем городе Синт-Николас. В отличие от соседнего острова Кюрасао, правительству не удалось открыть государственный публичный дом из-за сопротивления католической церкви и местных женских групп.
Постановления, введённые в действие в 1950-х годах, разрешали женщинам работать до 3 месяцев в качестве «хостес ночных клубов» в барах и клубах квартала красных фонарей Синт-Николас. Женщины из Колумбии, Венесуэлы, Кубы, Панамы и Доминиканской Республики приезжали на остров, чтобы работать в клубах и барах.
В настоящее время регулируемая проституция ограничена одной зоной в Синт-Николас. Здесь работают женщины разных национальностей, в основном, колумбийки и венесуэлки. Работающим там проституткам требуется разрешение на работу «аниматора для взрослых», которое длится 3 месяца. Перед началом работы им необходимо пройти медицинское обследование, затем они должны проходить еженедельные проверки. У женщин есть отдельные комнаты над решёткой, в которых они работают. Не при исполнении служебных обязанностей полицейские иногда работают в качестве охранников в барах. Существует также нерегулируемая проституция в барах за пределами разрешённой зоны. Уличная проституция, хотя и незаконна, также встречается на острове. Также есть свидетельства о проституции в более отдалённых сельских районах, часто осуществляемой женщинами родом из Доминиканской Республики.
На острове также есть сопровождение, реклама в Интернете и газетах, ориентированная на туристов. Они действуют вне рамок правительственных постановлений, поэтому от них не требуется прохождение регулярных проверок здоровья или наличие разрешений.
Торговля людьми с целью сексуальной эксплуатации, особенно венесуэльских женщин — одна из главных проблем на острове.

## Бонайре
На Бонайре расположен единственный публичный дом. В течение 40 лет это был «Пачи». В 2013 году владелец был арестован по обвинениям в торговле людьми, и бордель закрылся. «Мужское небо», работающее в отеле «Гамлет», подало заявку на разрешение.

## Кюрасао
Проституция распространена на Кюрасао с тех пор, как пираты и каперы начали использовать остров в XVII веке. В 1920-х годах на острове были открыты нефтеперерабатывающие заводы. Женщины мигрировали на остров, чтобы обслуживать нефтяников и моряков с танкеров. В 1930-х и 1940-х годах в центре города работали венесуэльские, колумбийские и доминиканские проститутки. Прибытие голландских и американских военно-морских сил для охраны острова в 1940-х годах увеличило спрос на проституток. Правительство пыталось запретить проституцию в центре города, однако это не дало значимого результата.
Губернатор назначил комиссию, в которую вошли полиция, департамент здравоохранения и духовенство, с целью решения проблемы проституции. Они пришли к выводу, что лучшей альтернативой было сосредоточить проституцию в одном месте вдали от центра города, План предусматривал комплекс умиротворения, в котором проститутки могли бы работать независимо. 30 мая 1949 года был открыт комплекс под названием Campo Alegre (также называемый Le Mirage). Бордель все ещё открыт и является крупнейшим в Карибском бассейне. Здесь разрешено работать только иностранным проституткам, проводятся регулярные медицинские осмотры, а также женщины должны иметь при себе справку о состоянии здоровья («розовую карту»).
Некоторая проституция встречается в других барах на острове и в небольших не лицензированных публичных домах. «Закуски» под открытым небом, где подают напитки и еду быстрого приготовления, также привлекают клиентов проститутками.
Торговля людьми с целью сексуальной эксплуатации является проблемой на острове. Кюрасао является транзитной страной и страной назначения для женщин и детей, ставших жертвами торговли людьми с целью сексуальной эксплуатации. К уязвимым группам населения относятся иностранные женщины, а также женщины и девушки из Кюрасао, занимающиеся нерегулируемой проституцией. В связи с ухудшением ситуации в Венесуэле увеличилась легальная и нелегальная миграция на Кюрасао, в результате чего многие стали уязвимыми для торговли людьми, в том числе женщины, незаконно работающие в барах и публичных домах..

## Саба
Из-за низкой численности населения (1991 в 2013 г.) нет сообщений о постоянной проституции на острове. В 2013 году сообщалось, что «танцоры» приезжали на остров по выходным и занимались проституцией.

## Синт-Эстатиус
Сообщалось, что на острове Синт-Эстатиус существует один или, возможно, два публичных дома.

## Синт-Мартен
На Синт-Мартене находится второй по величине бордель в этом районе, «Клуб моряков». Он был основан в 1960-х годах для обслуживания нужд рыбаков в недавно созданной рыболовной отрасли. Поскольку основная часть этих рыбаков — японцы, местные жители называют его «Японским клубом».
Проституция также встречается в ночных клубах и отелях. Танцовщицы в заведениях практикуют танец на коленях и стриптиз, а также иногда предлагают сексуальные услуги в качестве дополнительных услуг. На острове также есть несколько незаконных небольших публичных домов.
В целом проституция на Синт-Мартене приемлема и считается необходимой частью индустрии туризма.
Торговля людьми с целью сексуальной эксплуатации, как и на острове Кюрасао, является важной проблемой. Синт-Мартен является транзитной страной и страной назначения для женщин и детей, ставших жертвами торговли людьми с целью сексуальной эксплуатации. Женщины и девушки из Латинской Америки, Карибского бассейна, Восточной Европы и России наиболее уязвимы для торговли людьми в целях сексуальной эксплуатации, как и женщины, работающие в регулируемых и нерегулируемых публичных домах и танцевальных клубах. Некоторые иностранки, работающие в сфере коммерческого секса Сен-Мартена, попадают в долговую кабалу.